# لامبورغيني 350 جي تي
لامبورغيني 350 جي تي (بالإنجليزية: Lamborghini 350 GT) هي سيارة سياحية فاخرة صنعتها لامبورغيني بين عامي 1964 و1966، وكانت أول سيارة تنتجها لامبورغيني. اعتمد طراز 350 جي تي على طراز لامبورغيني 350 جي تي في الأقدم، وقد تم تجهيزه بمحرك سعة 3.5 لتر V12 وجسم كوبيه ببابين من كاروزيريا تورنج سوبرليغيرا. ظهرت سيارة 350 جي تي لأول مرة في معرض جنيف للسيارات في مارس 1964 وبدأ الإنتاج في مايو التالي. ضمن نجاح هذا النموذج بقاء الشركة، مما جعلها منافسًا قابلًا للتطبيق مع الشركة المصنعة المنافسة فيراري.